# Claudi Mamercí
Claudi Mamercí o Mamertí (en llatí Claudius Mamertinus) va ser un alt funcionari i un escriptor de panegírics romà del segle iii, amb dues obres recollides als "Panegyrici Latini".
La primera, Claudii Mamertini Panegyricus Maximiano Heraclio dictus, es va escriure el 21 d'abril del 289 i estava dedicada a Maximià. La segona, Claudii Mamertini Panegyricus Genethliaecs Maximiano Augusto dictus, es va escriure en honor de l'aniversari de l'emperador, es va escriure entre l'1 d'abril del 291 i l'1 de març del 292.
Una tercera obra sota el títol Mamertini pro Consulatu Gratiarum Actio Juliano Augusto, pertany a l'any 362 i va ser llegida a Constantinoble poc després de pujar al tron Julià l'Apòstata, per Claudi Mamercí, cònsol d'aquell any i abans Prefecte de l'Erari i prefecte d'Il·líria i segurament era una persona diferent de l'autor dels altres dos panegírics.